# Camelocerambyx
Camelocerambyx is een kevergeslacht uit de familie van de boktorren (Cerambycidae). De wetenschappelijke naam van het geslacht werd voor het eerst geldig gepubliceerd in 1922 door Pic.

## Soorten
Camelocerambyx omvat de volgende soorten:
- Camelocerambyx bosuangi Vives, 2012
- Camelocerambyx coerulescens (Aurivillius, 1924)
- Camelocerambyx innotatus Holzschuh, 2009
- Camelocerambyx philippinensis Vives, 2012
- Camelocerambyx semiruber Gressitt & Rondon, 1970
- Camelocerambyx singularis Pic, 1922
- Camelocerambyx stigmaticus Holzschuh, 2003
- Camelocerambyx vittatus (Aurivillius, 1924)